# Maria Laura (księżniczka belgijska)
Maria Laura Hansburg-Este (Maria Laura Zita Beatrix Gerhard; ur. 26 sierpnia 1988 w Woluwe-Saint-Lambert) – księżniczka Belgii, dziedziczna księżniczka Modeny, arcyksiężniczka Austria-Este, cesarska księżniczka Austrii, królewska księżniczka Węgier i Czech. Jest córką Wawrzyńca Habsburg-Este oraz jego żony, Astrydy Koburg.
Od 2022 roku jej mężem jest William Isvy. Mają razem syna, Alberta (ur. 2025).

## Życiorys
Jest drugim dzieckiem Lorenza Habsburg-Este, arcyksięcia Austria-Este i Astrid Koburg, księżniczki Belgii. Jej starszym bratem jest książę Amadeusz. Urodziła się w klinice uniwersyteckiej St. Luc, Woluwe-Saint-Lambert. Jej rodzicami chrzestnymi są arcyksiążę Gerhard Habsburg-Este i arcyksiężna Maria Beatrix Habsburg-Este.
9 sierpnia 2005 Maria Laura i 6 innych studentów wracało do domu z St. John's International School w Waterloo. Ich autobus wpadł na 3 samochody osobowe i przekoziołkował. Wszystkim pasażerom udało się uciec zanim autobus stanął w płomieniach. Marii Laurze nic się nie stało, ale zabrano ją na kilka godzin do szpitala na obserwację. 
Księżniczka studiowała język chiński na SOAS w Londynie i na INALCO w Paryżu.

## Życie prywatne
W 2022 roku wyszła za mąż za Williama Isvy'ego. 26 stycznia 2025 parze urodził się syn, Albert. Chłopiec otrzymał imię po swoim pradziadku, królu Albercie II Koburgu.